# Io (film)
Pour les articles homonymes, voir Io.
Pour plus de détails, voir Fiche technique et Distribution.
Io est un film dramatique post-apocalyptique américain réalisé par Jonathan Helpert, sorti en 2019 sur Netflix.

## Synopsis
Sur Terre désormais irrespirable, une adolescente, une des seules des derniers survivants, cherche une sorte de miracle grâce à son expérience scientifique. C'est la fille d'un scientifique, maintenant décédé, qui avait refusé de quitter la Terre pour se réfugier dans une colonie spatiale établie autour de Io, un satellite de Jupiter. Elle survit en altitude dans un observatoire astronomique où il reste encore un peu d'oxygène. Une dernière navette va quitter la Terre, elle ne veut pas la prendre.

## Fiche technique
Sauf indication contraire, les informations mentionnées dans cette section peuvent être confirmées par la base de données cinématographiques IMDb,  présente dans la section « Liens externes ».
- Titre original : Io
- Réalisation : Jonathan Helpert
- Scénario : Will Basanta, Clay Jeter et Charles Spano
- Direction artistique : François-Renaud Labarthe
- Costumes : Sonia de Souza et Omayma Ramzy
- Photographie : André Chemetoff
- Montage : Jeff Betancourt, Mike Fromentin et Tony Randel
- Musique : Alex Belcher et Henry Jackman
- Production : Jason Michael Berman et Laura Rister
- Sociétés de production : Mandalay Pictures, Sunset Junction Entertainment et Untitled Entertainment
- Société de distribution : Netflix
- Pays d’origine :  États-Unis
- Langue originale : anglais
- Format : couleur
- Genre : drame post-apocalyptique
- Durée : 96 minutes
- Dates de sortie :
  - Monde : 18 janvier 2019

## Distribution
- Margaret Qualley (VF : Kelly Marot) : Sam Walden
- Anthony Mackie (VF : Jean-Baptiste Anoumon) : Micah
- Danny Huston (VF : Gabriel Le Doze) : Dr Henry Walden
- Tom Payne : Elon

## Production

### Développement
En janvier 2015, il est annoncé que les acteurs Elle Fanning et Diego Luna ont été pressentis pour le film réalisé par Clay Jeter et coécrit avec Will Basanta et Charles Spano. En octobre 2016, Margaret Qualley remplace Elle Fanning, ainsi qu'Anthony Mackie succédant à Diego Luna, en compagnie de Danny Huston qui participe également au générique du film. Jonathan Helpert remplace Clay Jeter en tant que réalisateur,.

### Tournage
Le tournage commence en octobre 2016. L'un des lieux de tournage est l'observatoire astronomique du plateau de Calern, faisant partie de l'Observatoire de la Côte d'Azur.

## Accueil
Io sort mondialement le 18 janvier 2019 sur Netflix.